# Pipistrellus maderensis
Pipistrellus maderensis är en fladdermusart som först beskrevs av George Edward Dobson 1878.  Pipistrellus maderensis ingår i släktet Pipistrellus och familjen läderlappar. Inga underarter finns listade i Catalogue of Life.

## Utseende
Arten är nära släkt med parkpipistrell (Pipistrellus kuhlii) och de har liknande utseende med mörkbrun päls och ännu mörkare flygmembran, öron och nos. Kroppslängen (huvud och bål) ligger mellan 39 och 47 mm, svansen är 30 till 36 mm lång, underarmarnas längd ligger mellan 30 och 35 mm och vikten är 5 till 9 g. Djuret har ofta vita strimmor vid svansflyghuden. Typisk för huvudet är breda avrundade öron med en böjd tragus. Den andra premolaren per sida i överkäken är liten men synlig.

## Utbredning och ekologi
Denna fladdermus förekommer på öar i östra Atlanten, till exempel på Madeira, på Kanarieöarna och på Azorerna. Den vistas främst i låglandet men ibland når den 2150 meter över havet. Arten vistas i alla habitat som finns på öarna inklusive kulturlandskap.
Individerna vilar i bergssprickor, under byggnadernas tak och i fågelholkar. Där bildas mindre kolonier. Pipistrellus maderensis jagar olika insekter. Ifall vintern är anmärkningsvärd kallt håller arten vinterdvala. Annars är den aktiv hela året. Arten hittar ofta sina byten nära gatlyktor. Den flyger ibland rakt mot marken. Honor som har gett di åt sina ungar hittades i juni och juli. Honorna bildar innan ungarna föds egna kolonier. Lätet som används för ekolokaliseringen har sin största intensitet vid 45 till 47 khz.

## Hot
Beståndet hotas av landskapsförändringar och av bekämpningsmedel som används mot insekter. På flera ställen minskade populationen med cirka 80 procent sedan den senaste räkningen. Hela beståndet antas vara 2000 till 2500 vuxna exemplar. IUCN kategoriserar arten globalt som starkt hotad.